# Bernhard Rode
Christian Bernhard Rode (født 25. juni 1725 i Berlin, død 28. juli 1797) var en tysk maler og raderer.
Skolet under Antoine Pesne og Charles André van Loo og ret maniereret som kunstner kom han til at spille en fremtrædende rolle i berlinsk kunstliv. Han stod i Frederik den Stores yndest, udførte dekorative arbejder for Sanssouci, malede bibelske billeder til Berlins Mariekirke (det betydelige Nedtagelsen fra korset) og gjorde lykke med sine mange skildringer fra Brandenburgs historie, særlig fra Frederik den Stores egen tid. I 1783 blev han akademidirektør i Berlin. Hans raderinger (flere hundrede blade, de Schlüterske masker, illustrationer til Gessners idyller) vandt vid udbredelse.